# 몬테네그로의 경제
몬테네그로의 경제는 현재 유고슬라비아 전쟁의 영향, 유고슬라비아 사회주의 연방공화국 해체에 따른 산업의 쇠퇴, 유엔의 경제 제재 등을 헤쳐나가는 과도기에 있다.

## 역사
몬테네그로의 경제는 1852년에 세워진 비교적 작은 공국으로서 원래 농업에 전적으로 기반을 두고 있었지만, 20세기 초에 산업 경제를 발전시키기 시작했다. 인구 감소, 원자재 부족, 교통망 미개발, 국내외 투자율 저조 등으로 성장이 저해됐다.
몬테네그로에 건설된 최초의 산업 기업은 목공소, 정유소, 양조장, 제염소, 발전소였다. 경제 발전은 제1차 발칸 전쟁 (1912년~1913년), 제1차 세계 대전 (1914년~2018년), 제2차 세계 대전 (1939년~1945년)을 포함한 여러 전쟁으로 인해 중단되었다. 20세기 전반 내내 농업은 몬테네그로의 경제 활동을 계속 지배했다.

### 유고슬라비아 시대
몬테네그로의 경제는 제2차 세계 대전 이후 유고슬라비아 사회주의 연방공화국에 통합되고 급속한 도시화와 산업화의 시기를 겪으면서 크게 발전했다. 산업 부문은 전기, 철강 및 알루미늄 생산, 석탄 채굴, 임업 및 목재 가공, 섬유 및 담배 제조를 포함하였고, 1980년대 후반에는 국제 무역, 해운 및 관광이 점차 중요해졌다.

### 유고슬라비아 이후
1990년대 초 유고슬라비아가 해체된 후 몬테네그로의 전체 산업 생산 시스템은 사실상 붕괴되었고, 이로 인해 많은 상품 부족과 치솟는 가격이 초래되었다. 몬테네그로는 세르비아와의 정치적 동맹과 유리한 지리적 위치, 아드리아해와 슈코더르호를 통해 알바니아로 가는 선박 연결로 인해 1990년대 동안 밀수 활동의 중심지가 되었다. 특히 휘발유와 담배의 밀수는 사실상의 합법화된 관행이 되었다.

## 조세
월 751유로 미만의 개인 총소득에는 부가세 외에 9%의 세율이 적용되며, 그 이상의 소득에는 11%의 세율이 적용된다. 몬테네그로 지방 자치체도 연방 세율의 15%에 해당하는 소득세 추가세를 적용하고 있다. 연간 세금 신고서에 보고된 추가 소득도 9%의 세율이 적용된다.

## 같이 보기
- 몬테네그로의 역사